# Lo Montelh de Velai
Le Monteil és un municipi francès situat al departament de l'Alt Loira i a la regió d'Alvèrnia-Roine-Alps. L'any 2007 tenia 568 habitants.

## Demografia

### Població
El 2007 la població de fet de Le Monteil era de 568 persones. Hi havia 205 famílies de les quals 32 eren unipersonals (20 homes vivint sols i 12 dones vivint soles), 68 parelles sense fills, 81 parelles amb fills i 24 famílies monoparentals amb fills.
La població ha evolucionat segons el següent gràfic:
Habitants censats

### Habitatges
El 2007 hi havia 244 habitatges, 215 eren l'habitatge principal de la família, 6 eren segones residències i 23 estaven desocupats. 223 eren cases i 20 eren apartaments. Dels 215 habitatges principals, 179 estaven ocupats pels seus propietaris, 33 estaven llogats i ocupats pels llogaters i 2 estaven cedits a títol gratuït; 4 tenien una cambra, 5 en tenien dues, 14 en tenien tres, 60 en tenien quatre i 131 en tenien cinc o més. 168 habitatges disposaven pel capbaix d'una plaça de pàrquing. A 78 habitatges hi havia un automòbil i a 125 n'hi havia dos o més.

### Piràmide de població
La piràmide de població per edats i sexe el 2009 era:
| Homes | Edats   | Dones |
| ----- | ------- | ----- |
| 0     | 95 o +  | 4     |
| 0     | 90 a 94 | 0     |
| 0     | 85 a 89 | 0     |
| 4     | 80 a 84 | 0     |
| 8     | 75 a 79 | 8     |
| 8     | 70 a 74 | 4     |
| 12    | 65 a 69 | 4     |
| 16    | 60 a 64 | 20    |
| 20    | 55 a 59 | 12    |
| 4     | 50 a 54 | 20    |
| 28    | 45 a 49 | 12    |
| 32    | 40 a 44 | 32    |
| 24    | 35 a 39 | 28    |
| 8     | 30 a 34 | 20    |
| 20    | 25 a 29 | 12    |
| 8     | 20 a 24 | 16    |
| 24    | 15 a 19 | 12    |
| 32    | 10 a 14 | 12    |
| 28    | 5 a 9   | 12    |
| 12    | 0 a 4   | 20    |

## Economia
El 2007 la població en edat de treballar era de 378 persones, 286 eren actives i 92 eren inactives. De les 286 persones actives 271 estaven ocupades (149 homes i 122 dones) i 15 estaven aturades (7 homes i 8 dones). De les 92 persones inactives 27 estaven jubilades, 36 estaven estudiant i 29 estaven classificades com a «altres inactius».

### Ingressos
El 2009 a Le Monteil hi havia 233 unitats fiscals que integraven 625 persones, la mediana anual d'ingressos fiscals per persona era de 17.978 €.

### Activitats econòmiques
Dels 12 establiments que hi havia el 2007, 1 era d'una empresa alimentària, 1 d'una empresa de fabricació d'altres productes industrials, 6 d'empreses de construcció, 2 d'empreses d'hostatgeria i restauració i 2 d'empreses de serveis.
Dels 5 establiments de servei als particulars que hi havia el 2009, 1 era un paleta, 2 guixaires pintors, 1 fusteria i 1 electricista.
L'únic establiment comercial que hi havia el 2009 era una fleca.
L'any 2000 a Le Monteil hi havia 5 explotacions agrícoles.

## Equipaments sanitaris i escolars
El 2009 hi havia una escola elemental.

## Poblacions més properes
El següent diagrama mostra les poblacions més properes.